# Флойд (округ, Джорджия)
Флойд (англ. Floyd County) — округ штата Джорджия, США. Население округа на 2000 год составляло 90 565 человек. Административный центр округа — город Ром.

## История
Округ Флойд основан в 1832 году.

## География
Округ занимает площадь 1328.7 км2.

## Демография
Согласно Бюро переписи населения США, в округе Флойд в 2000 году проживало 90 565 человек. Плотность населения составляла 68.2 человек на квадратный километр.